# Aphantaulax
Aphantaulax là một chi nhện trong họ Gnaphosidae.

## Các loài
Chi này gồm các loài:
- Aphantaulax albini (Audouin, 1826)
- Aphantaulax australis Simon, 1893
- Aphantaulax cincta (L. Koch, 1866)
- Aphantaulax ensifera Simon, 1907
- Aphantaulax fasciata Kulczyński, 1911
- Aphantaulax flavida Caporiacco, 1940
- Aphantaulax inornata Tucker, 1923
- Aphantaulax katangae (Giltay, 1935)
- Aphantaulax scotophaea Simon, 1908
- Aphantaulax signicollis Tucker, 1923
- Aphantaulax stationis Tucker, 1923
- Aphantaulax trifasciata (O. P.-Cambridge, 1872)
  - Aphantaulax trifasciata trimaculata Simon, 1878
- Aphantaulax univittata Thorell, 1897
- Aphantaulax voiensis Berland, 1920
- Aphantaulax zonata Thorell, 1895